# کیک قیفی
کیک قیفی، یک کیک کوچک است که به‌طور کلی متناسب با یک نفر سرو می‌شود، مخصوصاً در قیف بستنی کف صاف پخته شده‌است. مانند کیک‌های بزرگتر، تزئینات روی کیک‌ها رایج است.

## تاریخ
اگرچه منشأ دستور العمل و اولین استفاده از این اصطلاح نامشخص است، اما کیک قیفی در عصر اخیر یک دسر مورد علاقه بوده‌است. اصطلاح کیک کوچک برای توصیف یک محصول کیک پخته شده در قیف بستنی کف صاف به جای یک لیوان کاغذی، به منظور از بین بردن مواد زاید پس از مصرف استفاده می‌شود. کیک فنجان به عنوان روشی برای داشتن زمینی پاک توصیف می‌شود.
دستور العمل‌هایی که مواد تشکیل دهنده آنها با استفاده از یک فنجان اندازه‌گیری می‌شود نیز می‌توانند در فنجان‌ها پخته شوند. در سالهای بعد، این دستور العمل‌ها به ۱۲۳۴ کیک یا یک‌چهارم کیک معروف شدند، به اصطلاح به این دلیل که از چهار ماده به نسبت مساوی تشکیل شده‌اند. کره، شکر، تخم مرغ و آرد.